# Kana taiwanese
Kana taiwanese (タイヲァヌギイカアビェン) è un sistema di scrittura basato sul katakana che è usato per scrivere l'Hokkien taiwanese quando l'isola di Taiwan era sotto il controllo Giapponese. Funzionava come una guida fonetica allo hanzi, proprio come furigana in giapponese o come il Zhuyin fuhao in cinese. C'erano sistemi simili anche per altre lingue a Taiwan, comprese le lingue Hakka e le lingue formosane.
Il sistema è stato imposto dal Giappone all'epoca e utilizzato in alcuni dizionari, oltre che nei libri di testo. Il dizionario taiwanese-giapponese, pubblicato nel 1931-1932, è un esempio. Utilizza vari segni e diacritici per identificare i suoni che non esistono in giapponese. Il sistema si basa principalmente sul dialetto Amoy di hokkien.
Attraverso il sistema, l'Ufficio del Governatore generale di Taiwan mirava ad aiutare popolo taiwanese ad apprendere la lingua giapponese, oltre ad aiutare popolo giapponese a imparare la lingua taiwanese. Linguisticamente parlando, tuttavia, il sistema sillabario era macchinoso per una lingua che ha fonologia molto più complicato del giapponese. Dopo la fine dell'amministrazione giapponese, il sistema divenne presto obsoleto. Ora, solo pochi studiosi, come quelli che studiano il suddetto dizionario, imparano il kana taiwanese.
Il sistema ha subito nel tempo alcune modifiche. Questo articolo riguarda principalmente l'ultima edizione, utilizzata dal 1931 circa.

## Regole di base
I suoni mappati sono per lo più simili a katakana in giapponese, con il kana  ヤ,  ユ,  ヨ,  ワ,  ヰ e  ヱ non utilizzati. Ogni sillaba è scritta con due o tre kana (con poche eccezioni). Notevoli differenze includono:

### Vocali
- Ci sono sei vocali in taiwanese:  ア  [a],  イ  [i],  ウ  [u],  エ  [e],  オ  [ɔ] ,  ヲ  [ə]. Nota che le pronunce di  オ e  ヲ sono diverse dal giapponese.
- La vocale  ヲ è pronunciata  [u] nella dittongo s  ヲ ア  [ua] e  ヲ エ  [ue], anche le loro estensioni come  ヲ ァ イ  [uai],  ヲ ァ ッ  [uat̚]. In alcuni dialetti  ヲ può essere pronunciato  [o] o  [ɤ].
- Nelle sillabe con una singola vocale, il kana per la vocale è ripetuto, come la vocale lunga s in giapponese. Ad esempio,  カ ア  [ka],  キ イ  [ki],  オ オ  [ɔ],  ヲ ヲ  [ə].
- Il piccolo kana  ァ,  ィ,  ゥ,  ェ, ォ,  𛅦 sono definiti come vocali corte. Sono usati per rappresentare la seconda vocale nel mezzo di una sillaba, o una pausa glottidale finale. Ad esempio,  キ ァ ウ  [kiau],  キ ェ  ク  per  [kiek̚],  キ ァ ゥ  [kiauʔ].
- Esistono due vocali kana opzionali per l'accento Choâⁿ-chiu (dialetto Quanzhou):   ウ   [ɨ] e   オ   [ə]. Ad esempio,  ク   ウ   [kɨ],  コ   オ   [kə],  ク   ゥ   ヌ  [kɨn].

### Consonanti
- フ è pronunciato  [hu], non  [ɸɯ] come in giapponese.
- Ci sono cinque kana sovrastanti per distinguere  [t] e  [ts] /  [tɕ].   サ   [tsa],   チ   [ti],   ツ   [ tu],   セ   [tse],   ソ   [tsə]  o   [tso].

|       | Kana taiwanese | Kana taiwanese | Kana taiwanese | Kana taiwanese | Kana taiwanese |      | Kana giapponese moderno | Kana giapponese moderno | Kana giapponese moderno | Kana giapponese moderno | Kana giapponese moderno |
| a     | i              | u              | e              | ɔ/ə            | a              | i    | u                       | e                       | o                       |                         |                         |
| ----- | -------------- | -------------- | -------------- | -------------- | -------------- | ---- | ----------------------- | ----------------------- | ----------------------- | ----------------------- | ----------------------- |
| t     | タ             | チ             | ツ             | テ             | ト             | タ   | ティ                    | トゥ                    | テ                      | ト                      |                         |
| ts/tɕ | サ             | チ             | ツ             | セ             | ソ             | ツァ | チ                      | ツ                      | ツェ                    | ツォ                    |                         |
- Le  consonanti aspirate  [pʰ],  [tʰ],  [kʰ],  [tsʰ]  /  [tɕʰ] sono rappresentati aggiungendo un underdot al kana. Ad esempio,  ク ̣ per  [kʰu].
- Le  consonanti nasali finali sono scritte come  ム  [m],  ヌ  [n],  ン  [ŋ]. Nota che  ム,  ヌ sono pronunciati  [mu],  [nu] quando sono usati come iniziali. Ad esempio,  カ ヌ  [kan],  ヌ ヌ per  [nun].
- La consonante sillabica  [ŋ̍] è scritta (u +)  ン, ad esempio  ク ン [kŋ̍]. Nota che  [ŋ̍] senza vocale precedente è scritto come un unico  ン, non  ウ ン o  ン ン .
- La consonante sillabica  [m̩] è scritta (u +)  ム, ad esempio  フ ム  [hm̩]. Nota che  [m̩] senza una vocale precedente è scritto come un unico  ム, non  ウ ム o  ム ム .
- L'iniziale  [ŋ] è scritto come  [ɡ] con un segno di tono nasale. Ad esempio,  ガ ア   [ɡa˥˩],  ガ ア   [ŋa˥˩].
- Le esplosive finali (che non hanno nessun suono udibile) sono   プ   [p̚],  ッ  [t̚],   ク   [k̚], simile al kana usato nella Lingua ainu.
- Le finali glottal stop s  [ʔ] sono rappresentate dalla vocale breve kana piccola ( ァ,  ィ,  ゥ,  ェ,  ォ,   ヲ ) alla fine. Ad esempio,  カ ァ  [kaʔ],  カ ゥ  [kauʔ].

### Segni di tono
Ci sono diversi segni  tono per le vocali normali e per le vocali nasali.
| Numero del tono | 1     | 2(6) | 3  | 4  | 5  | 7 | 8  |
| --------------- | ----- | ---- | -- | -- | -- | - | -- |
| Pitch           | ˦     | ˥˩   | ˧˩ | ˧  | ˨˦ | ˧ | ˥  |
| Vocali normali  | Nulla |      |    |    |    |   |    |
| Vocali nasali   |       |      |    |    |    |   |    |
| POJ             | a     | á    | à  | ah | â  | ā | a̍h |
- Quando un testo è scritto verticalmente, questi segni sono scritti sul lato destro delle lettere. Il kana taiwanese è attestato solo in orientamento verticale, quindi non è noto dove sarebbero posizionati i segni se fosse scritto in orizzontale.
- Le consonanti iniziali  [m],  [n],  [ŋ] sono sempre scritte con segni di tono vocale nasale, mentre  [b],  [l],  [ɡ] sono sempre con vocali normali. Nota che  [ŋ] e  [ɡ] condividono lo stesso kana iniziale.

## Tabella dei kana Taiwanesi

### Tabella delle rime
| Vocale | Sillabe aperte | Finali nasalsi | Finali nasalsi | Finali nasalsi | Finali plosivi | Finali plosivi | Finali plosivi | Finali plosivi |
| Vocale | Sillabe aperte | [m]            | [n]            | [ŋ]            | [p̚]            | [t̚]            | [k̚]            | [ʔ]            |
| ------ | -------------- | -------------- | -------------- | -------------- | -------------- | -------------- | -------------- | -------------- |
| [a]    | アア           | アム           | アヌ           | アン           | アプ           | アッ           | アク           | アァ           |
| [ai]   | アイ           |                |                |                |                |                |                |                |
| [au]   | アウ           |                |                |                |                |                |                | アゥ           |
| [ia]   | イア           | イァム         |                | イァン         | イァプ         |                | イァク         | イァ           |
| [iau]  | イァウ         |                |                |                |                |                |                | イァゥ         |
| [i]    | イイ           | イム           | イヌ           |                | イプ           | イッ           |                | イィ           |
| [iu]   | イウ           |                |                |                |                |                |                | イゥ           |
| [ie]   |                |                | イェヌ         | イェン         |                | イェッ         | イェク         |                |
| [iɔ]   |                |                |                | イォン         |                |                | イォク         |                |
| [iə]   | イヲ           |                |                |                |                |                |                | イヲ           |

| Vocale | Sillabe aperte | Finali nasalsi | Finali nasalsi | Finali nasalsi | Finali plosivi | Finali plosivi | Finali plosivi | Finali plosivi |
| Vocale | Sillabe aperte | [m]            | [n]            | [ŋ]            | [p̚]            | [t̚]            | [k̚]            | [ʔ]            |
| ------ | -------------- | -------------- | -------------- | -------------- | -------------- | -------------- | -------------- | -------------- |
| [u]    | ウウ           |                | ウヌ           |                |                | ウッ           |                | ウゥ           |
| [ui]   | ウイ           |                |                |                |                |                |                |                |
| [e]    | エエ           |                |                |                |                |                |                | エェ           |
| [ɔ]    | オオ           | オム           |                | オン           | オプ           |                | オク           | オォ           |
| [ua]   | ヲア           |                | ヲァヌ         | ヲァン         |                | ヲァッ         |                | ヲァ           |
| [uai]  | ヲァイ         |                |                |                |                |                |                |                |
| [ue]   | ヲエ           |                |                |                |                |                |                | ヲェ           |
| [ə]    | ヲヲ           |                |                |                |                |                |                | ヲ             |
| [m̩]    | ム             |                |                |                |                |                |                | ム             |
| [ŋ̍]    | ン             |                |                |                |                |                |                | ン             |

### Tabella delle sillabe
|      | None   | p      | pʰ     | b      | m      | t      | tʰ     | l      | n      | ts/tɕ  | tsʰ/tɕʰ | s/ɕ    | dz/dʑ  | k      | kʰ     | ɡ/ŋ    | h      |
| a    | アア   | パア   | パ̣ア   | バア   | マア   | タア   | タ̣ア   | ラア   | ナア   | サア   | サ̣ア    | サア   |        | カア   | カ̣ア   | ガア   | ハア   |
| aʔ   | アァ   | パァ   | パ̣ァ   | バァ   |        | タァ   | タ̣ァ   | ラァ   | ナァ   | サァ   | サ̣ァ    | サァ   |        | カァ   | カ̣ァ   |        | ハァ   |
| ai   | アイ   | パイ   | パ̣イ   | バイ   | マイ   | タイ   | タ̣イ   | ライ   | ナイ   | サイ   | サ̣イ    | サイ   |        | カイ   | カ̣イ   | ガイ   | ハイ   |
| au   | アウ   | パウ   | パ̣ウ   | バウ   | マウ   | タウ   | タ̣ウ   | ラウ   | ナウ   | サウ   | サ̣ウ    | サウ   |        | カウ   | カ̣ウ   | ガウ   | ハウ   |
| auʔ  |        |        | パ̣ゥ   |        | マゥ   | タゥ   |        | ラゥ   | ナゥ   |        | サ̣ゥ    |        |        | カゥ   |        |        |        |
| am   | アム   |        |        |        |        | タム   | タ̣ム   | ラム   |        | サム   | サ̣ム    | サム   |        | カム   | カ̣ム   | ガム   | ハム   |
| an   | アヌ   | パヌ   | パ̣ヌ   | バヌ   |        | タヌ   | タ̣ヌ   | ラヌ   |        | サヌ   | サ̣ヌ    | サヌ   |        | カヌ   | カ̣ヌ   | ガヌ   | ハヌ   |
| aŋ   | アン   | パン   | パ̣ン   | バン   |        | タン   | タ̣ン   | ラン   |        | サン   | サ̣ン    | サン   |        | カン   | カ̣ン   | ガン   | ハン   |
| ap̚   | アプ   |        |        |        |        | タプ   | タ̣プ   | ラプ   |        | サプ   | サ̣プ    | サプ   |        | カプ   | カ̣プ   |        | ハプ   |
| at̚   | アッ   | パッ   |        | バッ   |        | タッ   | タ̣ッ   | ラッ   |        | サッ   | サ̣ッ    | サッ   |        | カッ   | カ̣ッ   |        | ハッ   |
| ak̚   | アク   | パク   | パ̣ク   | バク   |        | タク   | タ̣ク   | ラク   |        | サク   | サ̣ク    | サク   |        | カク   | カ̣ク   | ガク   | ハク   |
| ia   | イア   | ピア   |        |        | ミア   | チア   | チ̣ア   |        | ニア   | チア   | チ̣ア    | シア   | ジア   | キア   | キ̣ア   | ガア   | ヒア   |
| iaʔ  | イァ   | ピァ   | ピ̣ァ   |        |        | チァ   | チ̣ァ   | リァ   |        | チァ   | チ̣ァ    | シァ   |        | キァ   | キ̣ァ   | ガァ   | ヒァ   |
| iau  | イァウ | ピァウ | ピ̣ァウ | ビァウ | ミァウ | チァウ | チ̣ァウ | リァウ | ニァウ | チァウ | チ̣ァウ  | シァウ | ジァウ | キァウ | キ̣ァウ | ギァウ | ヒァウ |
| iauʔ |        |        |        |        |        |        |        |        |        |        |         |        |        |        | カ̣ァゥ | ガァゥ | ハァゥ |
| iam  | イァム |        |        |        |        | チァム | チ̣ァム | リァム |        | チァム | チ̣ァム  | シァム | ジァム | キァム | キ̣ァム | ギァム | ヒァム |
| iaŋ  | イァン | ピァン | ピ̣ァン |        |        |        |        | リァン |        | チァン | チ̣ァン  | シァン | ジァン |        | キ̣ァン | ギァン | ヒァン |
| iap̚  | イァプ |        |        |        |        | チァプ | チ̣ァプ | リァプ |        | チァプ | チ̣ァプ  | シァプ | ジァプ | キァプ | キ̣ァプ | ギァプ | ヒァプ |
| iak̚  |        | ピァク | ピ̣ァク |        |        | チァク |        |        |        |        | チ̣ァク  | シァク |        |        | キ̣ァク |        |        |
| i    | イイ   | ピイ   | ピ̣イ   | ビイ   | ミイ   | チイ   | チ̣イ   | リイ   | ニイ   | チイ   | チ̣イ    | シイ   | ジイ   | キイ   | キ̣イ   | ギイ   | ヒイ   |
| iʔ   |        | ピィ   | ピ̣ィ   | ビィ   | ミィ   | チィ   | チ̣ィ   |        | ニィ   | チィ   | チ̣ィ    | シィ   |        |        | キィ   |        |        |
| im   | イム   |        |        |        |        | チム   | チ̣ム   | リム   |        | チム   | チ̣ム    | シム   | ジム   | キム   | キ̣ム   | ギム   | ヒム   |
| in   | イヌ   | ピヌ   | ピ̣ヌ   | ビヌ   |        | チヌ   | チ̣ヌ   | リヌ   |        | チヌ   | チ̣ヌ    | シヌ   | ジヌ   | キヌ   | キ̣ヌ   | ギヌ   | ヒヌ   |
| ip̚   | イプ   |        |        |        |        |        |        | リプ   |        | チプ   | チ̣プ    | シプ   | ジプ   | キプ   | キ̣プ   |        | ヒプ   |
| it̚   | イッ   | ピッ   | ピ̣ッ   | ビッ   |        | チッ   |        |        |        | チッ   | チ̣ッ    | シッ   | ジッ   | キッ   | キ̣ッ   |        | ヒッ   |
| iu   | イウ   | ピウ   |        | ビウ   |        | チウ   | チ̣ウ   | リウ   | ニウ   | チウ   | チ̣ウ    | シウ   | ジウ   | キウ   | キ̣ウ   | ギウ   | ヒウ   |
| iuʔ  | イゥ   |        |        |        |        |        |        |        |        |        |         |        |        |        |        |        | ヒゥ   |
| ien  | イェヌ | ピェヌ | ピ̣ェヌ | ビェヌ |        | チェヌ | チ̣ェヌ | リェヌ |        | チェヌ | チ̣ェヌ  | シェヌ | ジェヌ | キェヌ | キ̣ェヌ | ギェヌ | ヒェヌ |
| ieŋ  | イェン | ピェン | ピ̣ェン | ビェン |        | チェン | チ̣ェン | リェン |        | チェン | チ̣ェン  | シェン |        | キェン | キ̣ェン | ギェン | ヒェン |
| iet̚  | イェッ | ピェッ | ピ̣ェッ | ビェッ |        | チェッ | チ̣ェッ | リェッ |        | チェッ | チ̣ェッ  | シェッ | ジェッ | キェッ | キ̣ェッ | ギェッ | ヒェッ |
| iek̚  | イェク | ピェク | ピ̣ェク | ビェク |        | チェク | チ̣ェク | リェク |        | チェク | チ̣ェク  | シェク |        | キェク |        | ギェク | ヒェク |
| iɔŋ  | イォン |        |        |        |        | チォン | チ̣ォン | リォン |        | チォン | チ̣ォン  | シォン | ジォン | キォン | キ̣ォン | ギォン | ヒォン |
| iɔk̚  | イォク |        |        |        |        | チォク | チ̣ォク | リォク |        | チォク | チ̣ォク  | シォク | ジォク | キォク | キ̣ォク | ギォク | ヒォク |
| iə   | イヲ   | ピヲ   | ピ̣ヲ   | ビヲ   |        | チヲ   | チ̣ヲ   | リヲ   |        | チヲ   | チ̣ヲ    | シヲ   | ジヲ   | キヲ   | キ̣ヲ   | ギヲ   | ヒヲ   |
| iəʔ  | イヲ   |        |        |        |        | チヲ   |        | リヲ   |        | チヲ   | チ̣ヲ    | シヲ   |        | キヲ   | キ̣ヲ   | ギヲ   | ヒヲ   |
| ui   | ウイ   | プイ   | プ̣イ   | ブイ   | ムイ   | ツイ   | ツ̣イ   | ルイ   |        | ツイ   | ツ̣イ    | スイ   |        | クイ   | ク̣イ   | グイ   | フイ   |
| u    | ウウ   | プウ   | プ̣ウ   | ブウ   |        | ツウ   | ツ̣ウ   | ルウ   |        | ツウ   | ツ̣ウ    | スウ   | ズウ   | クウ   | ク̣ウ   | グウ   | フウ   |
| uʔ   | ウゥ   | プゥ   | プ̣ゥ   |        |        | ツゥ   | ツ̣ゥ   |        |        | ツゥ   | ツ̣ゥ    |        |        |        | ク̣ゥ   |        |        |
| un   | ウヌ   | プヌ   | プ̣ヌ   | ブヌ   |        | ツヌ   | ツ̣ヌ   | ルヌ   |        | ツヌ   | ツ̣ヌ    | スヌ   | ズヌ   | クヌ   | ク̣ヌ   | グヌ   | フヌ   |
| ut̚   | ウッ   | プッ   | プ̣ッ   | ブッ   |        | ツッ   | ツ̣ッ   | ルッ   |        | ツッ   | ツ̣ッ    | スッ   |        | クッ   | ク̣ッ   |        | フッ   |
| m̩    | ム     |        |        |        |        |        |        |        |        |        |         |        |        |        |        |        | フム   |
| m̩ʔ   |        |        |        |        |        |        |        |        |        |        |         |        |        |        |        |        | フム   |
| ŋ̍    | ン     | プン   |        |        | ムン   | ツン   | ツ̣ン   |        | ヌン   | ツン   | ツ̣ン    | スン   |        | クン   | ク̣ン   |        | フン   |
| ŋ̍ʔ   |        |        | プ̣ン   |        |        |        |        |        |        |        | ツ̣ン    | スン   |        |        |        |        | フン   |
| e    | エエ   | ペエ   | ペ̣エ   | ベエ   | メエ   | テエ   | テ̣エ   | レエ   | ネエ   | セエ   | セ̣エ    | セエ   |        | ケエ   | ケ̣エ   | ゲエ   | ヘエ   |
| eʔ   | エェ   | ペェ   |        | ベェ   | メェ   | テェ   | テ̣ェ   | レェ   | ネェ   | セェ   | セ̣ェ    | セェ   |        | ケェ   | ケ̣ェ   | ゲェ   | ヘェ   |
| ɔ    | オオ   | ポオ   | ポ̣オ   | ボオ   | モオ   | トオ   | ト̣オ   | ロオ   | ノオ   | ソオ   | ソ̣オ    | ソオ   |        | コオ   | コ̣オ   | ゴオ   | ホオ   |
| ɔʔ   |        |        |        |        | モォ   |        |        |        |        |        |         |        |        |        |        |        |        |
| ɔm   | オム   |        |        |        |        | トム   |        |        |        |        |         | ソム   |        |        |        |        |        |
| ɔŋ   | オン   | ポン   | ポ̣ン   | ボン   |        | トン   | ト̣ン   | ロン   |        | ソン   | ソ̣ン    | ソン   |        | コン   | コ̣ン   | ゴン   | ホン   |
| ɔk̚   | オク   | ポク   | ポ̣ク   | ボク   |        | トク   | ト̣ク   | ロク   |        | ソク   | ソ̣ク    | ソク   |        | コク   | コ̣ク   | ゴク   | ホク   |
| ua   | ヲア   | ポア   | ポ̣ア   | ボア   | モア   | トア   | ト̣ア   | ロア   | ノア   | ソア   | ソ̣ア    | ソア   |        | コア   | コ̣ア   | ゴア   | ホア   |
| uaʔ  | ヲァ   | ポァ   | ポ̣ァ   | ボァ   |        |        | ト̣ァ   | ロァ   |        | ソァ   | ソ̣ァ    | ソァ   | ゾァ   | コァ   | コ̣ァ   |        | ホァ   |
| uai  | ヲァイ |        |        |        |        |        |        |        |        | ソァイ |         | ソァイ |        | コァイ | コ̣ァイ |        | ホァイ |
| uan  | ヲァヌ | ポァヌ | ポ̣ァヌ | ボァヌ |        | トァヌ | ト̣ァヌ | ロァヌ |        | ソァヌ | ソ̣ァヌ  | ソァヌ |        | コァヌ | コ̣ァヌ | ゴァヌ | ホァヌ |
| uaŋ  | ヲァン |        |        |        |        |        |        |        |        |        | ソ̣ァン  |        |        |        |        |        |        |
| uat̚  | ヲァッ | ポァッ | ポ̣ァッ | ボァッ |        | トァッ | ト̣ァッ | ロァッ |        | ソァッ |         | ソァッ |        | コァッ | コ̣ァッ | ゴァッ | ホァッ |
| ue   | ヲエ   | ポエ   | ポ̣エ   | ボエ   |        | トエ   |        | ロエ   |        | ソエ   | ソ̣エ    | ソエ   | ゾエ   | コエ   | コ̣エ   | ゴエ   | ホエ   |
| ueʔ  | ヲェ   | ポェ   | ポ̣ェ   | ボェ   |        |        |        |        |        |        |         | ソェ   |        | コェ   | コ̣ェ   | ゴェ   | ホェ   |
| ə    | ヲヲ   | ポヲ   | ポ̣ヲ   | ボヲ   |        | トヲ   | ト̣ヲ   | ロヲ   |        | ソヲ   | ソ̣ヲ    | ソヲ   |        | コヲ   | コ̣ヲ   | ゴヲ   | ホヲ   |
| əʔ   | ヲ     | ポヲ   | ポ̣ヲ   |        |        | トヲ   | ト̣ヲ   | ロヲ   |        | ソヲ   | ソ̣ヲ    | ソヲ   |        | コヲ   |        |        | ホヲ   |

1. I segni di tono sono sempre necessari per una sillaba.
2. [ɡ] accetta sempre i normali segni di tono vocale;  [m],  [n],  [ŋ] prendono sempre i toni delle vocali nasali.
3. Alcune ortografie non sono chiare. 仔 (á) è stato talvolta scritto come  ア piuttosto che  ア ア. 的 (ê) a volte veniva scritto come  エ invece di  エ エ.
4. [ɔ] è scritto con  オ, come in  オ オ,  ポ オ,  イ オ,  ピ オ e così via.

## Esempio
| Audio File:          |                                                                         |
| Kana taiwanese:      | シェヌ シイ コン、ハク シェン チァム チァム チ̣ア。                      |
| IPA:                 | [ ɕjæn˧ ɕĩ˥ kɔŋ˥˩ hak̚˧ ɕjəŋ˥ tjam˧ tjam˧ tʰjã˥ ]                        |
| Pe̍h-ōe-jī:           | Sian-siⁿ kóng, ha̍k-seng tiām-tiām thiaⁿ.                                |
| Tâi-lô:              | Sian-sinn kóng, ha̍k-sing tiām-tiām thiann.                              |
| Cinese tradizionale: | 先生講、學生恬恬聽。                                                    |
| Traduzione:          | Un insegnante sta parlando. Gli studenti stanno ascoltando in silenzio. |

## Supporto Unicode
Tra  software /  encodings, Mojikyo supporta completamente il sistema. Unicode manca di segni di tono; <! - FIXME: è ancora vero? -> mancava anche il piccolo katakana  wo ( 𛅦) fino a Unicode 12.0, sebbene sia stato in grado di rappresentare piccoli ku ( ㇰ) e piccolo pu ( ㇷ ゚)  da Unicode 3.2. Richiede anche l'uso della combinazione della linea superiore e della  combinazione del punto sottostante con il kana per rappresentare il kana sopra e sotto i punti (in questo modo:  チ & # 773 ;, ツ & # 803;). Il supporto dei caratteri per questi piccoli kana e per la resa ragionevole di queste sequenze di combinazione non comuni è in pratica limitato; overlines e small kana meno ben supportati sono simulati nelle tabelle seguenti usando il markup.
È stata presentata una proposta a sostegno dei segni di tono kana taiwanesi e dei caratteri combinati che cambiano il suono.